# National Party
National Party (Afrikaans: Nasionale Party) var det regerende parti i Sydafrika fra den 4. juni 1948 til den 9. maj 1994. Det blev opløst i 2005. Partiets politik inkluderede apartheid, etableringen af en republik i Sydafrika og at fremme Afrikander-kultur.

## Skabelse og ideologi
National Party blev grundlagt i Bloemfontein i 1914 af afrikander-nationalister kort efter dannelsen af den Sydafrikanske union. Partiet kom til magten første gang i 1924 med J.B.M. Hertzog som premierminister. Hertzogadministrationen arbejdede på at underminere de farvedes stemmer bl.a. ved at give stemmeret til hvide kvinder i 1930, men ikke til sorte, hvilket i realiteten halverede de farvede politikeres stemmemagt. I 1934 accepterede Hertzog at fusionere sit National *arty med Jan Smuts' rivaliserende South African Party for at skabe United Party. En radikal fraktion af afrikander-nationalister, ledet af D.F. Malan nægtede at acceptere fusionen og opretholdt et parti kaldet Gesuiwerde Nasionale Party (Det ægte nationale parti). Modstand mod sydafrikansk deltagelse i 2. verdenskrig blev brugt af GNP til at opildne anti-britiske følelser blandt afrikandere.

## Ledere
- D.F. Malan (1934-1953)
- J.G. Strijdom (1953-1958)
- H.F. Verwoerd (1958-1966)
- B.J. Vorster (1966-1978)
- P.W. Botha (1978-1989)
- F.W. de Klerk (1989-1997)
- Marthinus van Schalkwyk (1997-2005) (som New national party)

## Eksterne links
- Articles about the disbanding: Associated Press Arkiveret 10. december 2019 hos  Wayback Machine, Independent Online.